# Фулмакс център
„Фулмакс център“ е търговски център във Варна, България, открит на 20 декември 2010 г.
Разположен е на бул. „Христо Ботев" № 18.
Общата разгъната площ на търговския център е 4400 m². Комплексът разполага с 2 външни паркинга. „Фулмакс център“ е на 2 нива, които са свързани чрез асансьор и ескалатори.
На територията на „Фулмакс център“ са разположени супермаркет, заведение за бързо хранене, кафе бар, банка, фитнес и СПА, фото услуги, както и различни видове магазини.

## Факти
- 4400 кв. м обща застроена площ;
- 87 паркоместа;
- 1600 кв. м супермаркет Макао;
- 424 кв. м снек бар Solo;
- 2 етажа магазини;
- зала за танци и спорт;
- 200 кв. м фитнес и СПА;
- Работно време: Всеки ден от 8:00 до 22:00 ч.

## Транспорт
- автобуси – 2, 3, 12, 17, 17А;
- тролейбуси – 88.